# Theodor Busse
Ernst Hermann August Theodor Busse (Francoforte sull'Oder, 15 dicembre 1897 – Wallerstein, 21 ottobre 1986) è stato un generale tedesco, comandante della 9ª Armata durante la battaglia di Berlino nel 1945.

## Biografia

### Carriera militare
Si unì come ufficiale-cadetto all'Esercito imperiale tedesco nel 1915, dove ottenne i gradi nel febbraio 1917 presso il 12º Reggimento Granatieri. Distintosi particolarmente durante l'ultima fase della prima guerra mondiale fu uno dei 4.000 ufficiali a cui fu permesso di continuare a prestare servizio nel Reichswehr dopo il trattato di Versailles.
Nel luglio del 1937 venne assegnato alla 22ª Divisione di Fanteria, dove nel febbraio del 1939 venne promosso al grado di tenente-colonnello. Durante l'invasione della Polonia dell'esercito nazista, la divisione di Busse rimase nelle retrovie, ma ebbe un ruolo di maggiore importanza durante la successiva invasione dell'Olanda nel maggio 1940. Nonostante avesse dato prova di essere un ottimo ufficiale, Busse non ricevette il giusto riconoscimento, probabilmente in rappresaglia al suo aspro rapporto contro il generale Franz Halder, che accusava di non aver saputo coordinare le operazioni di supporto della Luftwaffe durante la campagna. A partire dal settembre 1940 Busse fu riassegnato alla 11ª Armata, da poco costituitasi, in preparazione dell'Operazione Barbarossa per l'invasione dell'Unione Sovietica. Il suo nuovo comandante, il generale Eugen Ritter von Schobert apprezzò il nuovo programma di addestramento delle truppe proposto da Busse, e lo pose sotto la sua protezione, nonostante Busse non avesse aderito al nazismo. Le sorti della carriera militare di Busse cambiarono repentinamente quando a seguito della morte di von Schobert il 12 settembre 1941 a causa di un incidente aereo, la 11ª Armata venne posta sotto il comando del generale Erich von Manstein, di cui divenne il pupillo. Con von Manstein, Busse partecipò all'invasione della Crimea e alla conquista di Sebastopoli, nel 1943 entrò a far parte del Gruppo Armate del Don con il quale partecipò alla battaglia di Stalingrado.
Nel marzo 1943 von Manstein promosse Busse al grado di Capo di Stato Maggiore, preferendolo ad un altro promettente giovane ufficiale, Henning von Tresckow. In questo ruolo Busse guidò l'esercito tedesco nella Operazione Cittadella, durante la fallimentare offensiva Korsun–Shevchenkovsky tra il gennaio e il febbraio 1944 e l'accerchiamento della Panzer Group Kleist durante la disfatta nella sacca di battaglia di Tarnopol tra il marzo e l'aprile dello stesso anno.
Il 30 gennaio 1944, per il suo valore sui campi del fronte orientale, Busse fu insignito della Croce di Cavaliere della Croce di Ferro, dopo aver trascorso un breve periodo nelle retrovie, venne promosso generale e posto al comando della 112ª Divisione di Fanteria il 20 luglio 1944, che guidò per meno di due settimane, prima di essere trasferito a capo del I Corpo d'armata del Gruppo Armate Nord a partire dal 1º agosto 1944.

### L'assedio di Berlino
Il 21 gennaio 1945 Busse fu incaricato di comandare la IX Armata, che faceva allora parte del Gruppo d'Armate della Vistola. Il 22 aprile 1945 il Feldmaresciallo Wilhelm Keitel e il Comandante dell'Oberkommando der Wehrmacht Alfred Jodl presentarono ad Hitler un piano per la difesa di Berlino, minacciata dall'incessante e rapida avanzata dell'Armata Rossa. Il piano prevedeva che la XII Armata del generale Walther Wenck, che in quel momento stava fronteggiando l'avanzata delle forze alleate lungo il fronte dell'Elba, avrebbe dovuto ritirarsi e unirsi alla IX Armata di Busse per spezzare l'accerchiamento sovietico su Berlino. Tuttavia, quando la ritirata di Wenck venne arrestata dai sovietici nei dintorni di Potsdam, Busse, conscio che ormai la conquista di Berlino era questione di ore, decise di ripiegare verso ovest, nella speranza di evitare la sacca di Berlino e salvare quanti più soldati e civili possibile dal massacro. Per portare a compimento questo progetto, Busse ignorò intenzionalmente gli ordini di Hitler e dei suoi superiori, con la tacita approvazione del generale Wilhelm Burgdorf e del generale Heinz Guderian, e si diresse oltre Berlino per unirsi a ciò che rimaneva dell'Armata di Wenck cercando di sfondare le linee sovietiche nella battaglia di Halbe.
Subito dopo la fine del conflitto, Busse venne imprigionato come prigioniero di guerra nella prigione di Landsberg tra il 1945 ed il 1947 e, dopo la sua scarcerazione, ottenne l'incarico di Direttore della Protezione Civile della Germania Ovest.